# Варзамуз
Варзамуз (Βαρσαμούσης) је био архонт (кнез) кавкаских Ибера под Персијанцима (ὁ ἅρχων τῶν Ίβήρων τῶν ὑπὸ Πέρσαις). 
Борио се у бици код Ниниве 12. децембра 627. и том приликом допао заробљеништва. Спомиње се у Теофановој хроници (Theoph. AM 6118). 